# 阿福爾特恩
阿福爾特恩（Affoltern im Emmental）是瑞士的城鎮，位於該國中部，由伯恩州負責管轄，面積11.51平方公里，七成土地是農地，海拔高度801米，2011年人口1,144，人口密度每平方公里99人。

## 外部連結
- Official website

47°02′59″N 7°43′00″E / 47.0497°N 7.7167°E